# Guium
Guium (o tal vegada Guius, pronunciat /gújum/ o /gwíum/) fou un municipi romà de dret llatí de l'illa de Mallorca, documentat principalment en un passatge de Plini el Vell i de situació desconeguda. Apareix mencionat juntament amb el municipium de Tucis, el qual tampoc no ha estat identificat.
Guium apareix citat en un passatge de Plini com a oppidum latinum, interpretat com a municipi de dret llatí. Hom pensa que s'hauria tractat d'una localitat indígena amb una modalitat d'habitatge inicialment inalterada per la presència romana i integrada al domini romà com a civitas stipendiaria. Probablement va rebre la condició de municipi de dret llatí la segona meitat del segle i aC.
Històricament, el text de Plini s'havia llegit erròniament i la ciutat es va conèixer com a Cinium fins a la restitució de Detlefsen (1904). Així, hom trobava semblances amb el nom de la vila de Sineu i fins al segle xix hom creia que el dit municipi de dret llatí, germà de Tucis i conegut amb el nom de Cinium, es trobava sota Sineu. Una lectura més acurada permeté de restituir la forma correcta, Guium, de manera que la identificació amb Sineu està totalment descartada.
A més, Guium ha estat identificat epigràficament en la forma del seu gentilici, Guiuntanus, en una inscripció trobada a Tàrraco que menciona un personatge de Guium, pertanyent a la tribu Quirina. Atès que tota la resta de ciutadans balears coneguts pertanyien a la tribu Velina, hom ha proposat que els de Guium (i llavors possiblement també els de Tucis) s'haurien adscrit a la Quirina.
Pel que fa a la seva localització, una vegada descartada la identificació amb Sineu, hom ha proposat diversos llocs, entre els quals principalment una possible població associada a la necròpolis de la Carrotja i suposadament situada baix de l'actual vila de les Salines. També s'ha proposat la zona del Palmer, a Campos. No obstant això, es tracta de conjectures sense proves que ho sostenguin. Per altra banda, no es coneixen paral·lels toponímics a Guium enlloc.